# Elisa-Honorine Champin
Elisa-Honorine Champin, nacida Elisa-Honorine Pitet (París, c. 1807-Sceaux, 2 de septiembre de 1871), fue una acuarelista y litográfa francesa especializada en la pintura de flores, de frutas y de verduras.

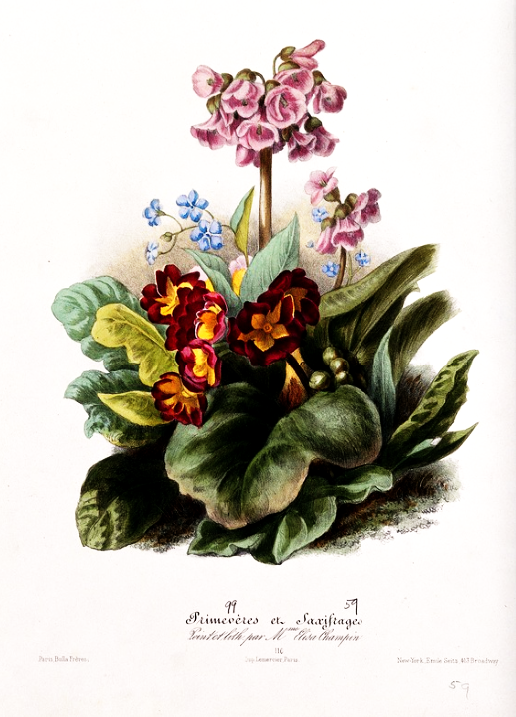
Especies de prímulas y de saxifraga

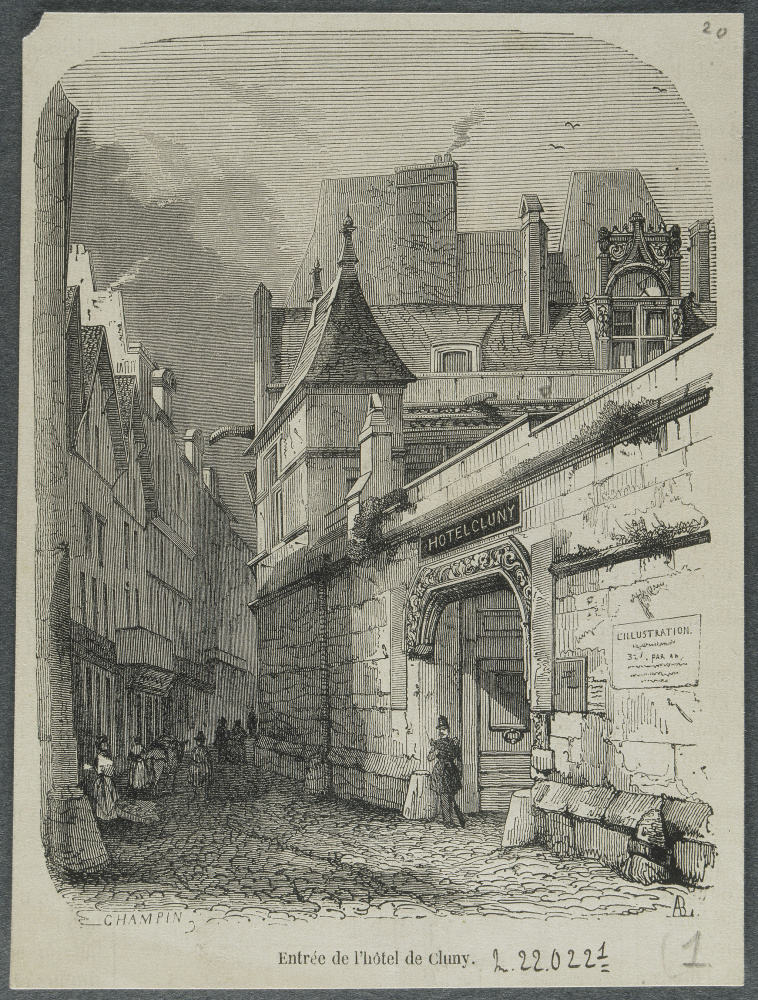
Entrada del Hotel de Cluny

## Biografía
Elisa-Honorine Pitet fue la hija de Toussaint Auguste Pitet, un subjefe de la jefatura de la policía, y de Marie Adélaïde Victoire Dechevrières. Su tío materno, Honoré Camille Eléonore Dechevrières, jefe del batallón de infantería ligera, era oficial de la Legión de Honor.
Fue estudiante de École royale spéciale et gratuite de dessin pour les jeunes personnes (precursora de la École nationale supérieure des arts décoratifs) y la alumna de Adèle Riché, Por sus representaciones de flores ganó premios en 1819, 1820 y 1823.
Expuso sus obras de acuarela en el Salón de París en el Museo del Louvre bajo su nombre de soltera, Pitet, de 1833 a 1836. Después de su matrimonio en 1837 con el pintor francés Jean-Jacques Champin (1796-1860), en el Salón de 1838, comenzó a exponer bajo su nombre de casada.
Realizó sobre todo una serie de litografías de verduras y hortalizas, junto a Joséphine Coutance, para el Álbum Vilmorin editado entre 1851-1861 por la empresa de semillas Vilmorin-Andrieux.
Elisa Champin falleció en Sceaux, el 2 de septiembre de 1871, a la edad de sesenta y cuatro años, y fue enterrada en el cementerio de Montmartre.